# Aarakshan
Pour plus de détails, voir Fiche technique et Distribution.
Aarakshan (traduction : Quotas) est un film indien réalisé, écrit et produit par Prakash Jha, sorti en 2011. Il aborde la question controversée de l'instauration de quotas en faveur des intouchables dans l'enseignement supérieur et a provoqué des polémiques allant jusqu'à son interdiction dans trois états indiens (Andhra Pradesh, Punjab et Uttar Pradesh).
Les rôles principaux sont tenus par Amitabh Bachchan et Saif Ali Khan, entourés de Manoj Bajpayee, Deepika Padukone et Prateik Babbar.

## Synopsis
Deepak Kumar, brillant étudiant, se voit refuser un poste d'enseignant dans une école huppée quand le jury de recrutement découvre qu'il est intouchable. Il se confie à son mentor, le Dr. Prabhakar Anand qui, en tant que directeur d'une prestigieuse école supérieure, lui propose un emploi temporaire dans son établissement. Il est également réconforté par Sushant, son ami issu d'un milieu aisé, et Poorbi, sa petite amie et fille du Dr. Anand. Afin d'imposer son neveu à l'intègre Dr. Anand qui l'a fermement éconduit, un ministre introduit un de ses hommes au conseil d'administration de l'école, Mithilesh Singh. Ce dernier est un personnage ambitieux et avide qui profite de sa situation pour créer un cours privé de soutien scolaire aux tarifs très élevés.
Quelque temps plus tard, la Cour suprême étend le système des quotas, ce qui provoque des affrontements entre étudiants défenseurs et adversaires de la mesure. Cela conduit également Deepak à se brouiller avec Sushant et à demander au Dr. Anand de prendre parti, ce qu'il refuse de faire. Mithilesh exploite la situation troublée pour évincer le Dr. Anand qui se retrouve non seulement sans emploi mais sans logement. Il se réfugie alors chez un vieil ami berger et installe dans son étable un cours de soutien pour étudiants démunis. Épaulé par Deepak et Sushant revenus à de meilleurs sentiments, son succès est tel qu'il menace les lucratives activités de Mithilesh.

## Fiche technique
- Titre : Aarakshan
- Titre original en hindi : आरक्षण
- Réalisateur : Prakash Jha
- Scénario : Prakash Jha et Anjum Rajabali
- Musique : Shankar-Ehsaan-Loy
- Parolier : Prasoon Joshi
- Chorégraphie : Jayesh Pradhan
- Direction artistique : Jayant Deshmukh
- Photographie : Sachin Kumar Krishnan
- Montage : Santosh Mandal
- Cascades et combats : Prem Sharma
- Production : Prakash Jha et Firoz Nadiadwala (Prakash Jha Productions, Base Industries Group)
- Langue : hindi
- Pays d'origine : Inde
- Date de sortie : 12 août 2011
- Format : Couleurs
- Genre : film social
- Durée : 164 minutes

## Distribution
- Amitabh Bachchan : Dr. Prabhakar Anand
- Saif Ali Khan : Deepak Kumar
- Manoj Bajpayee : Mithilesh Singh
- Deepika Padukone : Poorbi Anand, petite amie de Deepak
- Prateik Babbar : Sushant Seth, ami de Deepak
- Tanvi Azmi : Kavita Anand, épouse du Dr. Anand
- Hema Malini : Shakuntala Thakral (participation exceptionnelle)
- Chetan Pandit : Dinkar

## Musique
Aarakshan comporte six chansons composées par Shankar-Ehsaan-Loy sur des paroles de Prasoon Joshi et interprétées par Mohit Chauhan, Shreya Ghoshal, Mahalakshmi Iyer, Raman Mahadevan, Shankar Mahadevan et Channulal Mishra. Le cd de la bande originale sort le 11 juillet 2011 sous le label Sony BMG.
- Achha Lagta Hai - Mohit Chauhan, Shreya Ghoshal (3:57)
- Mauka - Mahalakshmi Iyer, Raman Mahadevan, Tarun Sagar, Gaurav Gupta et Rehan Khan (4:51)
- Kaun Si Dor - Channulal Mishra, Shreya Ghoshal (5:45)
- Roshanee - Shankar Mahadevan (4:37)
- Saans Albeli - Channulal Mishra (3:14)
- Mauka (Remix) - Abhijit Vaghani (3:26)

## Box office
- Budget estimé : 420 000 000 roupies indiennes[2].
- Recette en Inde : 477 500 000 roupies soit plus de 9,6 millions de dollars[réf. nécessaire].